# 마이에트 엔터테인먼트
마이에트 엔터테인먼트(MAIET entertainment, Inc.)는 1998년 5월에 설립된 대한민국의 온라인 게임 개발사로 에이스사가, 건즈 더 듀얼 등을 개발했다. 2009년 8월에는 레이더즈에 대해 네오위즈게임즈와 퍼블리싱 계약을 체결했다.

## 게임
- 에이스사가 - 써니 YNK, 2002년
- 건즈 더 듀얼 - CJ 인터넷(넷마블), 2004년
- 레이더즈 - 네오위즈 게임즈(피망), 2012년
- 건즈 온라인 2 - Steam, 2012년